# Mister Supranational 2016
Mister Supranational 2016 foi a 1ª edição do concurso de beleza masculino de "Mister Supranational". O evento contou com trinta e seis (36) candidatos de diversos países disputando o título inédito cuja final foi televisionado pela Polsat e ocorreu no dia 3 de Dezembro  na cidade de Krynica-Zdrój, na Polônia. Os candidatos ainda visitaram a cidade co-anfitriã, Poprad na Eslováquia. O grande vencedor foi enfaixado pela campeã do Miss Supranational 2016, a indiana Srinidshi Shetty. Monika Lewczuk, Miss Supranational 2011 fez uma participação musical na competição, assim como a banda Blue Café e o cantor argentino Patricio Arellano. Davina Reeves e Kamil Baleja apresentaram o certame sob a licença da World Beauty Association, gestora do concurso em parceria com a Nowa Scena, realizadora do evento.

## Resultados

### Colocações
| Posição                                           | País e Candidato |
| Vencedor                                          | - México - Diego Garcy |
| 2º. Lugar                                         | - Bielorrússia - Sergey Bindalov |
| 3º. Lugar                                         | - Índia - Jitesh Thakur |
| 4º. Lugar                                         | - Brasil - Bruno Vanin |
| 5º. Lugar                                         | - Romênia - Catalin Brinza |
| Top 10 Semifinalistas (Em ordem de classificação) | - Venezuela - Gustavo Acevedo - Dinamarca - Marcus Jørgensen - Polônia - Rafał Jonkisz - Panamá - Michael Piggott - Japão - Ricky Wakabayashi |
| Top 20 Semifinalistas (Em ordem de classificação) | - República Checa - Jan Pultar - Malta - Neil Scerri - Bélgica - Johnny Gaspart - Eslováquia - Karol Kotlár - Espanha - Jose De Haro - Porto Rico - Christian Trenche - Filipinas - Ar de la Serna - França - Bryan Weber - Suécia - Ali Ghafori - Reino Unido - Rex Newmark |

### Prêmios Especiais
O concurso distribuiu os seguintes prêmios:
| Prêmio               | País e Candidato             |
| Mister Simpatia      | - Suécia - Ali Ghafori       |
| Mister Fotogenia     | - França - Bryan Weber       |
| Mister Elegância     | - México - Diego Garcy       |
| Mister Personalidade | - Eslováquia - Karol Kotlár  |
| Mister Melhor Físico | - Bélgica - Johnny Gaspart   |
| Mister Internet 1    | - Filipinas - Ar de la Serna |
| Mister Mobstar 2     | - Polônia - Rafał Jonkisz    |
| Mister Party.pl 3    | - Polônia - Rafał Jonkisz    |

1. O mais votado pela página do concurso no Facebook.
2. O candidato mais popular pelo aplicativo de celular Mobstar.
3. O portal polonês selecionou 12 candidatos e anunciou somente o vencedor.

### Ordem dos Anúncios
| 1. Porto Rico 2. Reino Unido 3. Bielorrússia 4. Bélgica 5. República Checa 6. Brasil 7. Dinamarca 8. Venezuela 9. Suécia 10. França 11. Malta 12. Japão 13. México 14. Polônia 15. Espanha 16. Romênia 17. Eslováquia 18. Índia 19. Panamá 20. Filipinas | 1. Polônia 2. Índia 3. Bielorrússia 4. Brasil 5. Dinamarca 6. Panamá 7. México 8. Japão 9. Venezuela 10. Romênia |  |  |

## Juradas
| 1. Viola Piekut, fashion designer; 2. Asha Bhat, Miss Supranational 2014; 3. Karolina Szostak, apresentadora da Polsat; 4. Walerija Żurawlewa, coreógrafa e dançarina. 5. Karolina Pilarczyk, campeã europeia de Drift; 6. Stephania Stegman, Miss Supranational 2015; 7. Joanna Rutkowska, jornalista do portal Party.pl. 8. Ewa Wachowicz, chefe do Top Chef Poland; 9. Agnieszka Hyży, apresentadora da Polsat; 10. Srinidshi Shetty, Miss Supranational 2016; 11. Magdalena Bieńkowska, Miss Polônia 2016; | 1. Joanna Muzyk, modelo; 2. Joanna Tomaszczyk, stylist e makeup artist; 3. Stephania Stegman, Miss Supranational 2015. 4. Asha Bhat, Miss Supranational 2014; 5. Charlotte Oya, consultora de imagem; |

## Programação Musical
As músicas tocadas durante cada parte do concurso:
- Abertura: Hall of Fame de The Script. (Coreografia de Tomasz Barański)
- Introdução dos Candidatos - Parte I: Moves like Jagger de Maroon 5 com Christina Aguilera.
- Introdução dos Candidatos - Parte II: Sweet Lovin' de Sigala com Bryn Christopher.
- Apresentação Musical #1: Buena de Blue Café (Ao vivo).
- Gangstar Performance: Bad Man de Pitbull com Joe Perry, Travis Barker e Robin Thicke.
- Apresentação Musical #2: Down Down de Monika Lewczuk (Ao vivo).
- Apresentação Musical #3: On the Floor de Jennifer Lopez com Pitbull por Blue Café (Ao vivo).
- Fashion Show: Goodbye de Feder com Lyse.
- Venice Dance Performance: Earned It de The Weeknd.
- Apresentação Musical #4: Duele el corazon de Enrique Iglesias por Patricio Arellano (Ao vivo).

## Quadro de Prêmios

### Misters Continentais
- Os melhores candidatos colocados por continente:

| Prêmio   | País e Candidato                 |
| África   | - Egito - Mohamed Medhat         |
| Américas | - México - Diego Garcy           |
| Ásia     | - Índia - Jitesh Thakur          |
| Europa   | - Bielorrússia - Sergey Bindalov |
| Oceania  | - Havaí - Fletcher Barnes        |

### Challenges
- Os desafios contaram pontos aos candidatos para a final:

| Prêmio                 | País e Candidato                 |
| Drift Challenge I 1    | - Time Azul                      |
| Drift Challenge II 2   | - Trindade e Tobago - Adam Josef |
| Supra Chef Challenge 3 | - Reino Unido - Rex Newmark      |
| Photo Challenge 4      | - Dinamarca - Marcus Jørgensen   |
| AquaCity Challenge     | - Polônia - Rafał Jonkisz        |

1. O grupo mais rápido ao desmontar um carro.
2. Adam Josef foi o escolhido por Karolina Pilarczyk para um passeio de drift.
3. Fizeram um café da manhã em 10mins. Juradas: Asha Bhat e Stephania Stegman.
4. Ensaio fotográfico inspirado em 007. O melhor ganhou o prêmio.

## Candidatos
Participaram desta edição 36 candidatos:
| País              | Candidato         | I  | A    | Origem               | R      |
| Angola            | Osvaldo Chaves    | 23 | 1.81 | Benguela             | [ 8 ]  |
| Argentina         | Matias Ferrario   | 24 | 1.81 | Buenos Aires         | [ 9 ]  |
| Bélgica           | Johnny Gaspart    | 26 | 1.80 | Charleroi            | [ 10 ] |
| Bielorrússia      | Sergey Bindalov   | 29 | 1.86 | Magilev              | [ 11 ] |
| Brasil            | Bruno Vanin       | 27 | 1.87 | Passo Fundo          | [ 12 ] |
| Canadá            | Matthew Materiale | 24 | 1.85 | Kindersley           | [ 13 ] |
| China             | Ximin Gao 高昶阳  | 29 | 1.86 | Heilongjiang         | [ 14 ] |
| Dinamarca         | Marcus Jørgensen  | 20 | 1.83 | Køge                 | [ 15 ] |
| Egito             | Mohamed Medhat    | 30 | 1.82 | Cairo                | [ 16 ] |
| Eslováquia        | Karol Kotlár      | 20 | 1.84 | Bratislava           | [ 17 ] |
| Espanha           | Jose De Haro      | 28 | 1.90 | Valência             | [ 18 ] |
| Estados Unidos    | Walker Barnes     | 23 | 1.83 | Tampa                | [ 19 ] |
| Etiópia           | Yohannes Asfaw    | 25 | 1.90 | Addis Ababa          | [ 20 ] |
| Filipinas         | Ar de la Serna    | 23 | 1.83 | Bohol                | [ 21 ] |
| Finlândia         | Joonas Laajanen   | 18 | 1.90 | Hämeenlinna          | [ 22 ] |
| França            | Bryan Weber       | 24 | 1.83 | Metz                 | [ 23 ] |
| Havaí             | Fletcher Barnes   | 21 | 1.78 | Tampa                | [ 24 ] |
| Índia             | Jitesh Thakur     | 27 | 1.82 | Jaipur               | [ 25 ] |
| Japão             | Ricky Wakabayashi | 23 | 1.82 | Kamakura             | [ 26 ] |
| Malta             | Neil Scerri       | 26 | 1.86 | Birkirkara           | [ 27 ] |
| México            | Diego Garcy       | 26 | 1.89 | Jalisco              | [ 28 ] |
| Países Baixos     | Rico Malle        | 28 | 1.83 | Leiden               | [ 29 ] |
| Panamá            | Michael Piggott   | 25 | 1.90 | Cidade do Panamá     | [ 30 ] |
| Paraguai          | Alexandre Kuhnen  | 27 | 1.85 | Hernandarias         | [ 31 ] |
| Polônia           | Rafał Jonkisz     | 19 | 1.87 | Rzeszów              | [ 32 ] |
| Porto Rico        | Christian Trenche | 30 | 1.83 | San Juan             | [ 33 ] |
| Reino Unido       | Rex Newmark       | 32 | 1.77 | Londres              | [ 34 ] |
| República Checa   | Jan Pultar        | 23 | 1.81 | Chlumec nad Cidlinou | [ 35 ] |
| Romênia           | Catalin Brinza    | 28 | 1.80 | Codlea               | [ 36 ] |
| Sri Lanca         | Shan Fernando     | 24 | 1.80 | Colombo              | [ 37 ] |
| Suécia            | Ali Ghafori       | 25 | 1.78 | Estocolmo            | [ 38 ] |
| Suíça             | Fábio Reguengo    | 22 | 1.82 | Nyon                 | [ 39 ] |
| Suriname          | Kioe-A-Sen Roché  | 19 | 1.82 | Nieuw Meerzorg       | [ 40 ] |
| Tailândia         | Panupong Wantam   | 23 | 1.87 | Kamphaeng Phet       | [ 41 ] |
| Trindade e Tobago | Adam Josef        | 24 | 1.91 | Nova York            | [ 42 ] |
| Venezuela         | Gustavo Acevedo   | 19 | 1.88 | Caracas              | [ 43 ] |

## Histórico

### Estatísticas

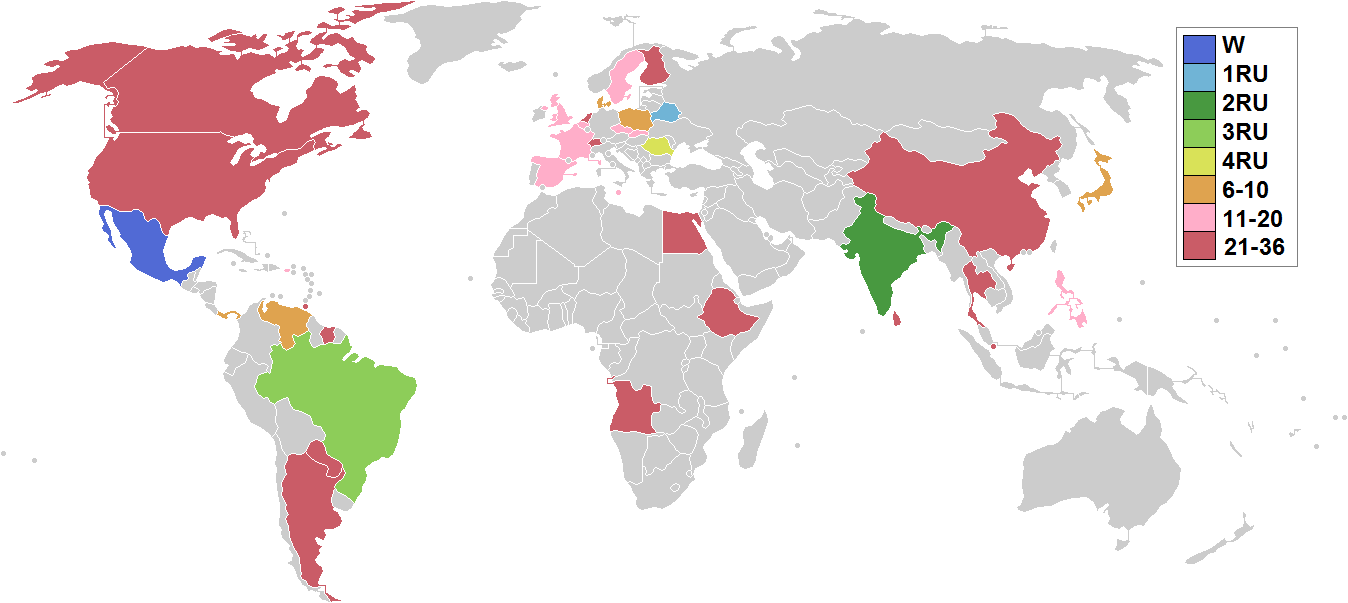
No Mapa-múndi, os países que participaram desta edição e suas classificações.

Candidatos por continente:
- Europa: 15. (Cerca de 41% do total de candidatos)
- Américas: 11. (Cerca de 33% do total de candidatos)
- Ásia: 6. (Cerca de 16% do total de candidatos)
- África: 3. (Cerca de 8% do total de candidatos)
- Oceania: 1. (Cerca de 2% do total de candidatos)

### Substituições
- Brasil - Eduardo Lisboa ► Bruno Vanin.[44]
- Egito - Mahmoud Ismail [45] ► Mohamed Medhat.

### Desistências
- Peru - Álvaro Paz-López [46]
- República Dominicana - Casey Sánchez [47]

### Informações
| - Angola: Osvaldo Chaves estuda Relações Internacionais e sonha em ser um diplomata. Além de modelo e DJ, ele é fã de Nelson Mandela. Ele se descreve como amigo, educado e gentil. - Argentina: Matias Ferrario é dançarino e ator, ama futebol e considera Lionel Messi o melhor jogador da atualidade. Além de apresentador de TV, ele pratica natação e jogging. - Bélgica: Johnny Gaspart tem 26 anos e 1.80 de altura. O belga vem de uma grande cidade chamada Charleroi. Ele é modelo e para manter o físico joga futebol e pratica natação. - Bielorrússia: Gerente de vendas, Sergey Bindalov nasceu na cidade de Magilev mas vive na Grécia. Poliglota, o modelo fala 5 idiomas: bielorrusso, russo, inglês, grego e espanhol. - Brasil: Gaúcho de Passo Fundo, Bruno Vanin tem 27 anos e 1.88m de altura. Modelo profissional, já fez campanhas e viajou para diversos países da África, Ásia e Europa. - Canadá: Matthew Materiale, 24 anos, foi descoberto como modelo ao ficar no Top 05 do Top Model Search Canada 2016, além de ter ganho prêmios especiais como mais fotogênico e melhor rosto. - China: Ximin Gao nasceu em Heilongjiang, que significa "Rio do Dragão Preto" em chinês. Com 29 anos, o modelo pratica artes marciais e para se manter em forma se exercita regularmente. - Dinamarca: Marcus Jørgensen tem 20 anos e é filho da Vice-Miss Mundo 1986 e Vice-Miss Internacional 1986, Pia Røsenberg. Marcus fala dinamarquês, inglês e espanhol. Cursa Ciências naturais. - Egito: Expert em artes visuais, Mohamed Medhat tem 30 anos, nasceu no Cairo e é ator. Ele se descreve como alguém que consegue entrar facilmente na cabeça das pessoas. - Eslováquia: Karol Kotlár é um dançarino profissional que ama cantar, se divertir e viajar pelo mundo. Com 20 anos de idade, ele já participou do Dancing With the Stars do seu País. - Espanha: Jose De Haro Sánchez tem 28 anos e 1.90 de altura. Ele é de Valência e fala espanhol, catalão e inglês. Ele é um famoso modelo espanhol, clicado por vários fotógrafos e campanhas. - Estados Unidos: Nascido em Tampa, na Flórida, Walker Barnes é ator e gosta de praticar diversos esportes, como basquete, wakeboard e futebol americano. Ele se declara um amante das Artes cênicas. | - Etiópia: Yohannes Asfaw nasceu em Addis Ababa e tem 25 anos. Estudante de artes cênicas e trabalhando como modelo, Yohannes representou sua nação pela primeira vez na história. - Filipinas: Formado em Administração pela Holy Name University em Tagbilaran City, Ar Dela Serna tem 22 anos e é nascido na província de Bohol. Ele foi eleito por concurso. - Finlândia: O mais jovem na disputa pelo título - apenas 18 anos -, Joonas Laajanen é modelo e tem sua própria marca de roupas. Fã de Cristiano Ronaldo, ele já viajou para a Romênia. - França: Figura cativa em concursos de beleza representando seu País, Bryan Weber tem 24 anos e nasceu na Itália. Além do francês, ele fala italiano e inglês. Já sofreu um grave acidente de carro. - Havaí: Irmão do Mister Estados Unidos, Fletcher Barnes tem 21 anos e 1.78m de altura. Seu avô viveu no Havaí e ele já foi à ilha diversas vezes para fazer o que ama: surfar. - Índia: Jitesh Thakur é engenheiro e é fluente em hindi e inglês. Além de ator e modelo, ele foi o segundo candidato a ser eleito por um concurso exclusivo da franquia Supranational. - Japão: Fã de futebol e artes marciais, Ricky Wakabayashi sonha com Hollywood. Seu mestre de artes marciais é um ninja e ele sonha em se tornar um, tanto na vida quanto no cinema. - Malta: Primeiro a ser eleito por concurso, Neil Scerri é engenheiro elétrico e joga futebol profissionalmente na posição de artilheiro no Luqa St. Andrew's F.C., time da terceira divisão do País. - México: Diego Garcy, de 26 anos, é um modelo mexicano conhecido no seu País pelo seu renome internacional. Além de praticar futebol, Diego se considera um empreendedor. - Países Baixos: O musicista Rico Malle é de Leiden. Além de tocar contra-baixo, Rico é modelo e ator. Declara que gostaria de posar para o fotógrafo peruano Mario Testino. - Panamá: O mais alto da competição, Michael Piggott tem 25 anos e além de falar fluentemente espanhol, fala ainda inglês, português e italiano. Ele gosta de assistir filmes com seus amigos. - Paraguai: Alexandre Kuhnen é um veterinário que tem uma grande família: 6 irmãos e 2 irmãs. Além de ser professor de danças folclóricas paraguaias para crianças, ele fala 3 idiomas. | - Polônia: O experiente Rafał Jonkisz é acrobata e dançarino. Além de um dos dez mais belos do mundo em 2016, ele participou do Poland's Got Talent e Dancing with the Stars. - Porto Rico: Christian Trenche é um executivo de vendas que gosta de surfar e jogar basquete em seu tempo livre. Amante do samba, Christian tem um projeto social chamado "Beauty That Rehabilitates". - Reino Unido: 4º colocado no Big Brother de 2008, Rex Newmark se tornou um chef de cozinha reconhecido em seu País. Ele sonha em um dia abrir seu próprio hotel/restaurante. - República Checa: Arquiteto, Jan Pultar tem 23 anos e gosta de ir à academia, jogar basquete e cozinhar. Ele também reserva parte do seu tempo à trabalhos voluntários no seu País. - Romênia: Catalin Brinza é modelo e dançarino profissional. Com 28 anos ele é formado em Economia e Marketing, mas declara que sua paixão é a dança. Ele é de Codlea, mas vive em Brasov. - Sri Lanca: Além de gostar de cantar e dançar, Shan Fernando de 24 anos trabalha como modelo e educador. Ele se considera uma pessoa positiva e sempre apta à desafios pessoais. - Suécia: Ali Ghafori nasceu no Afeganistão e mudou ainda pequeno para a Suécia. Ele fala 5 idiomas: sueco, inglês, hindi, persa, dari e undo. Estuda medicina e trabalha como modelo e eletricista. - Suíça: Nascido em Chaves, Portugal, Fábio Reguengo mudou-se com os pais para a Suíça quando ainda era pequeno. Joga futebol e além do português, fala francês e inglês. - Suriname: Roche Raoul Kioe-A-Sen tem 19 anos e ganhou o direito de representar seu País após vencer o concurso Tropical Beauties Suriname. Estudante de marketing, é adepto da academia. - Tailândia: Eleito por concurso nacional - que devido a morte do Rei da Tailândia Bhumibol Adulyadej foi realizada somente uma cerimônia - Panupong Wantam tem 23 anos e 1.87 de altura. - Trindade e Tobago: Nascido em Nova Iorque, Adam Josef de 24 tem pai tobaguense e mãe polonesa. Ele é formado em Engenharia Oceanográfica e gosta de design gráfico. Ele tem um canal no You Tube. - Venezuela: Nascido em Caracas, Gustavo Acevedo é estudante de medicina, modelo e comentarista esportivo em um canal de TV. Apaixonado por esportes, ele se declara um bom jogador. |

### Candidatos em outros concursos
Candidatos com histórico em concursos:
| Mister International - 2012: China - Ximin Gao (Top 16) - (Representando a China em Bancoque, na Tailândia) - 2015: França - Bryan Weber - (Representando a França em Pasay, nas Filipinas) - 2015: Polônia - Rafał Jonkisz - (Representando a Polônia em Pasay, nas Filipinas) Mister Mundo - 2016: Polônia - Rafał Jonkisz (Top 10) - (Representando a Polônia em Southport, na Inglaterra) Manhunt Internacional - 2016: Peru - Álvaro Paz-López (Mister Simpatia) - (Representando o Peru em Shenzhen, na China) | Mister Global - 2015: França - Bryan Weber (5º. Lugar) - (Representando a França em Bancoque, na Tailândia) Mr Universal Ambassador - 2016: Egito - Mohamed Medhat - (Representando o Egito em Bali, na Indonésia) - 2016: Romênia - Catalin Brinza - (Representando a Romênia em Bali, na Indonésia) Best Model of the World - 2008: Porto Rico - Christian Trenche (3º. Lugar) - (Representando Porto Rico em Istanbul, na Turquia) |

## Transmissão
O concurso foi transmitido para os seguintes países:
- Mundo - You Tube e Facebook Live
- Brasil - Rede Brasil
- Polônia - Polsat